# Jerdevka
Jerdevka (en russe : Жердевка) est une ville de l'oblast de Tambov, en Russie, et le centre administratif du raïon de Jerdevka. Sa population s'élevait à 13 964 habitants en 2020.

## Géographie
Jerdevka est arrosée par la rivière Savala, un affluent de la Khoper, et se trouve à 98 km — 114 km par la route — au sud-ouest de Tambov.

## Histoire
Jerdevka a été fondé en 1954 après la fusion de trois agglomérations : la première près d'une gare appelée Jerdevka (ouverte en 1869), la deuxième à proximité d'une sucrerie (construite en 1937), et la troisième nommée Tchibizovka. Le nom de la ville provient d'un village voisin de Jerdevka, situé à 8 kilomètres de là.
A 4 km à l'est de la ville se trouve la base aérienne de Jerdevka.

## Population
Recensements ou estimations de la population
| 1926* | 1959*  | 1970*  | 1979*  | 1989*  | 2002*  |
| ----- | ------ | ------ | ------ | ------ | ------ |
| 2 768 | 15 267 | 17 506 | 18 476 | 19 218 | 16 557 |

| 2010*  | 2012   | 2013   | 2014   | 2015   | 2016   |
| ------ | ------ | ------ | ------ | ------ | ------ |
| 15 209 | 15 026 | 14 919 | 14 748 | 14 556 | 14 460 |

| 2017   | 2018   | 2019   | 2020   | - | - |
| ------ | ------ | ------ | ------ | - | - |
| 14 296 | 14 214 | 13 998 | 13 964 | - | - |